# Buchtowisko

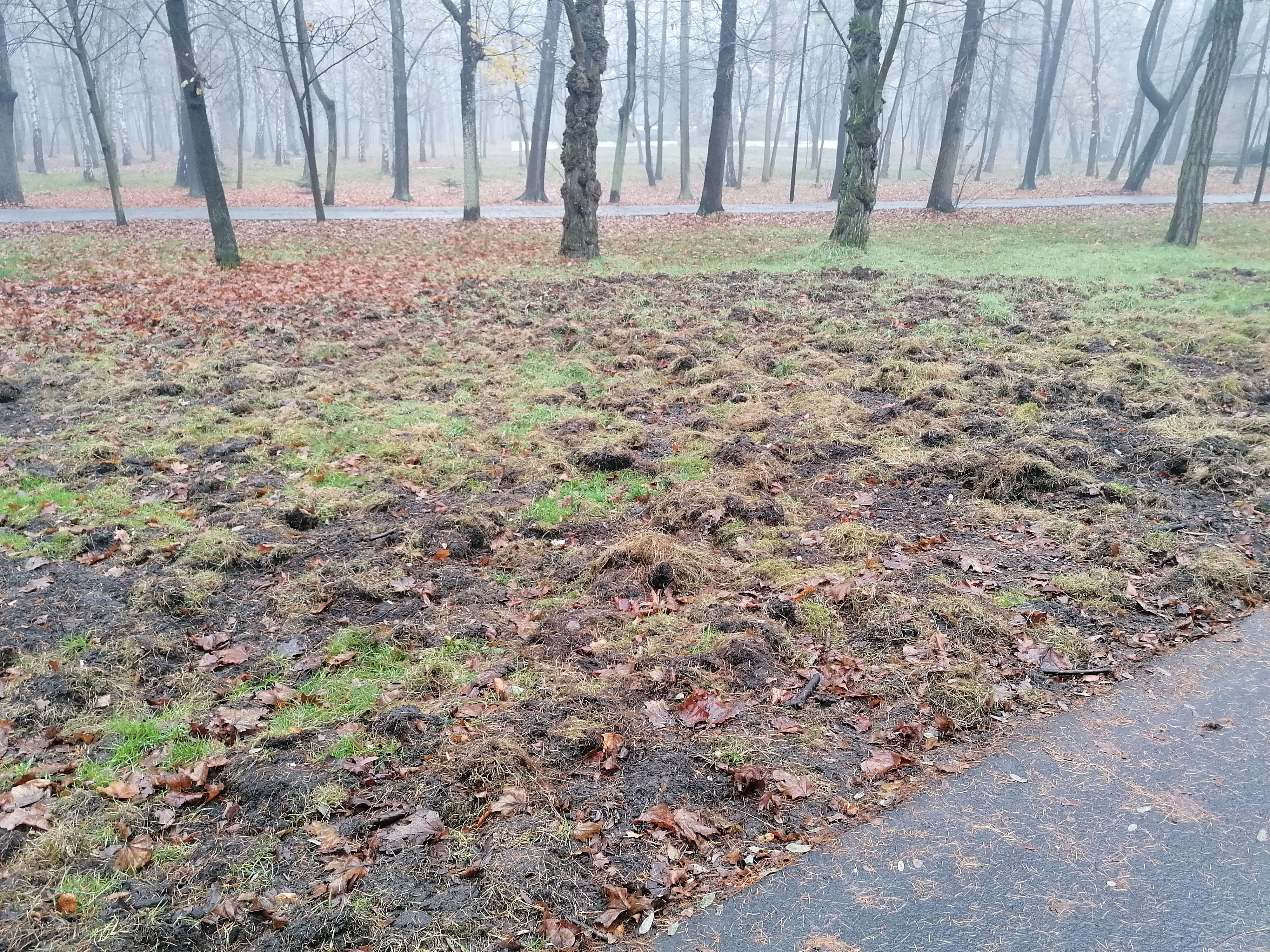
Buchtowisko

Buchtowisko (także: buchta) – miejsce w lesie lub poza lasem zryte przez dziki poszukujące pożywienia.